# Sassofortino

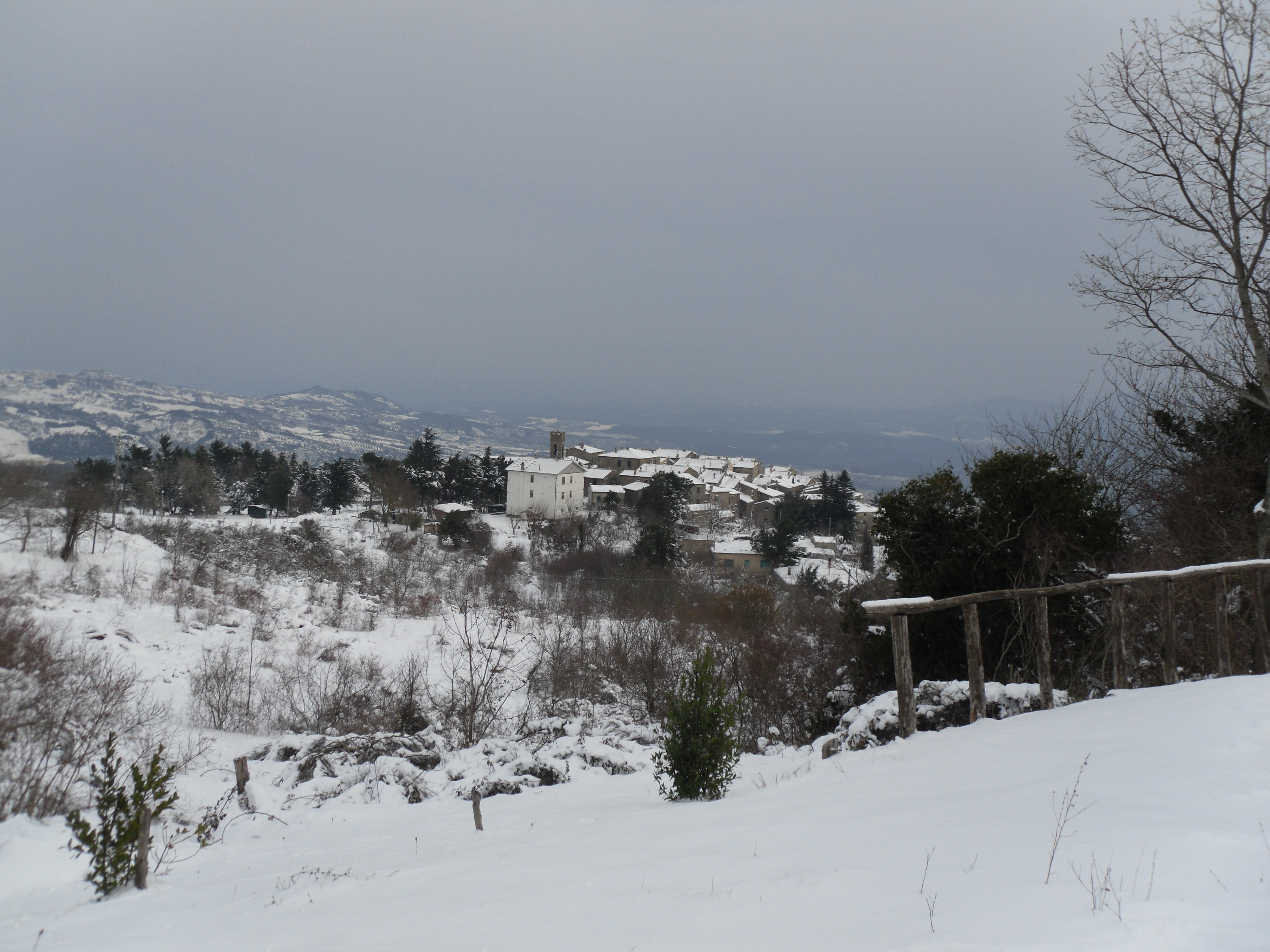
Sassofortino

Sassofortino è una frazione del comune italiano di Roccastrada, nella provincia di Grosseto, in Toscana.

## Geografia fisica
Il paese di Sassofortino è situato nella parte nord-occidentale del territorio comunale. Fa parte del comprensorio delle Colline Metallifere.

## Storia
Le origini di Sassofortino risalgono al periodo tardo-medievale e coincidono probabilmente con lo smantellamento del vicino e più antico insediamento di Sassoforte della famiglia degli Aldobrandeschi, situato sulla vetta del monte che domina l'abitato.
Il paese venne controllato da Siena fino alla metà del XVI secolo quando, a seguito della definitiva caduta della Repubblica di Siena avvenuta nel 1555, entrò a far parte del Granducato di Toscana.

## Monumenti e luoghi d'interesse
- Chiesa di San Michele Arcangelo
- Castello di Sassoforte (nei dintorni)

## Società

### Evoluzione demografica

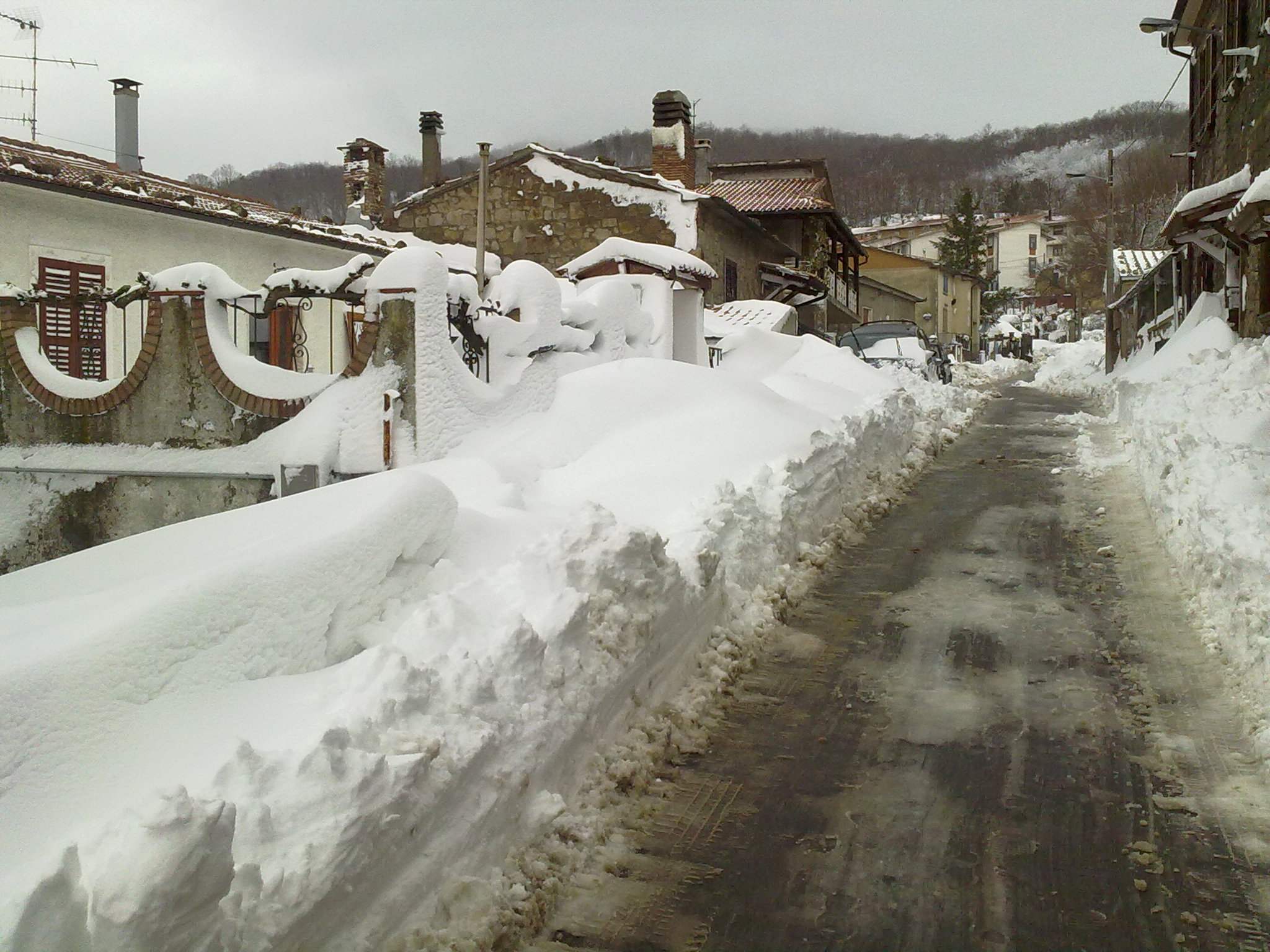
Sassofortino dopo una nevicata

Quella che segue è l'evoluzione demografica della frazione di Sassofortino. Sono indicati gli abitanti dell'intera frazione e dove è possibile è messa tra parentesi la cifra riferita al solo capoluogo di frazione.
Dal 1991 sono contati da Istat solamente gli abitanti del centro abitato, non della frazione.
| Anno | Abitanti | Abitanti       |
| Anno | Frazione | Centro abitato |
| ---- | -------- | -------------- |
| 1640 | 251      | -              |
| 1745 | 308      | -              |
| 1833 | 533      | -              |
| 1845 | 617      | -              |
| 1921 | 1 494    | -              |
| 1931 | 1 359    | -              |
| 1961 | 1 566    | 1 290          |
| 1981 | 1 089    | 979            |
| 1991 | -        | 882            |
| 2001 | -        | 815            |
| 2011 | -        | 748            |

## Cultura

### Eventi
Oltre alla festa del patrono san Michele Arcangelo il 29 settembre, molto sentite e vissute con molta partecipazione da tutta la popolazione sono le altre due feste del paese, la Festa della Castagna che si tiene a cavallo tra la fine di ottobre e i primi di novembre, evento molto caratteristico dove tutte le cantine del paese vecchio sono aperte ed è possibile degustare le specialità locali, e la Sagra del maccherone sassofortinese, solitamente la prima settimana di agosto, le cui proposte gastronomiche sono legate alla più genuina tradizione locale.

## Sport
Sassofortino offre la possibilità di praticare bouldering nell'area nei pressi del castello medioevale. Al momento sono stati arrampicati più di 300 blocchi con difficoltà fino al 7c+ ma molti altri, specialmente nell'area vicino alla zona attrezzata del comune, aspettano di essere puliti e liberati.